# St. Martin (Tauberbischofsheim)

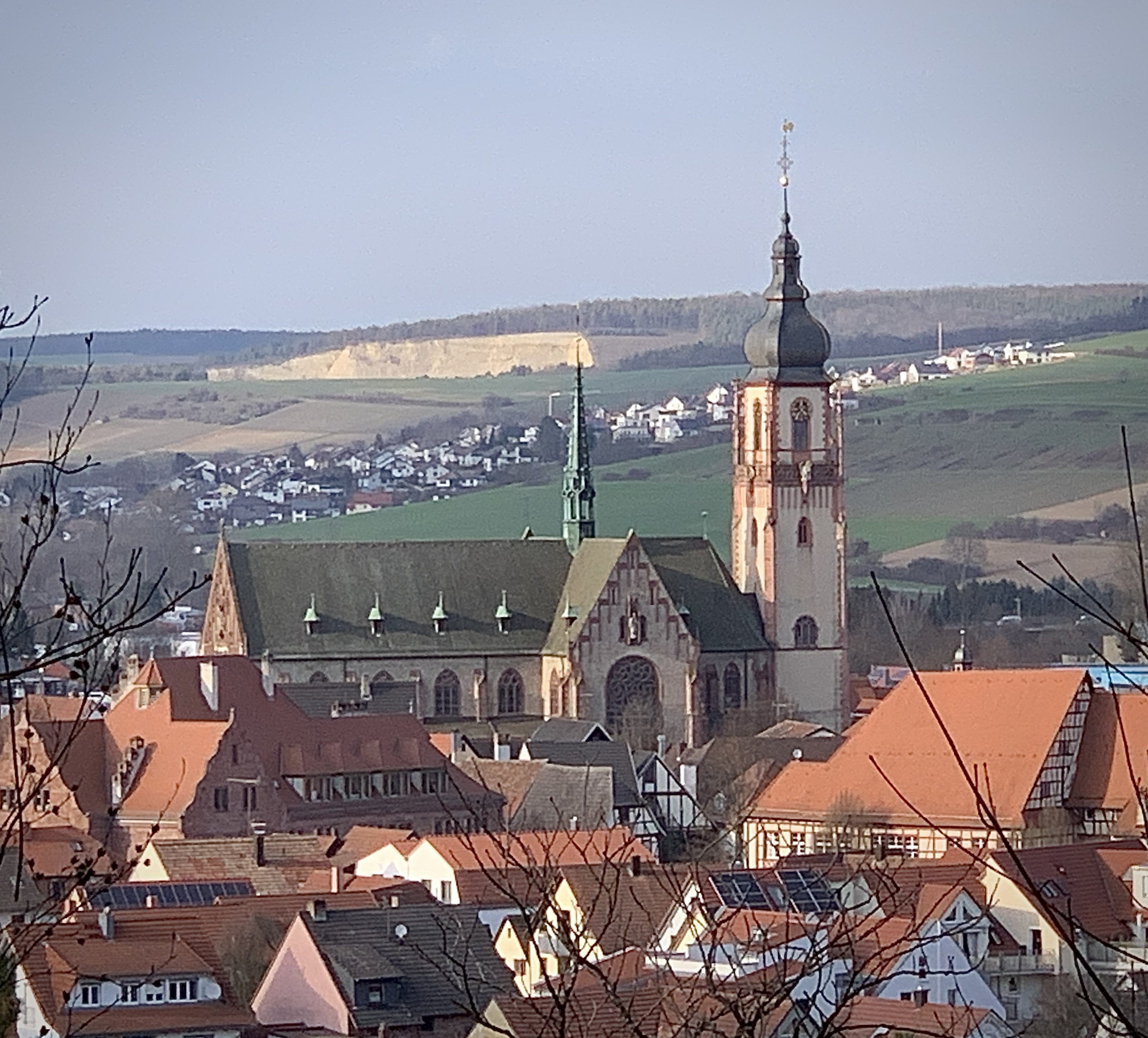
Stadtkirche St. Martin (Tauberbischofsheim)

Die Stadtkirche St. Martin ist eine römisch-katholische Kirche in Tauberbischofsheim und ist dem heiligen Martin von Tours geweiht.

## Geschichte

### Mittelalter
Die Ursprünge der Gemeinde reichen zurück in das 7. Jahrhundert. Die heutige Kirche hatte mehrere Vorgängerbauten. Von der im 13. Jahrhundert errichteten romanischen Vorgängerkirche sind der Turm und die Darstellung des Hl. Martin erhalten. Um das Jahr 1400 wurde eine neue Pfarrkirche errichtet.

### Neuzeit

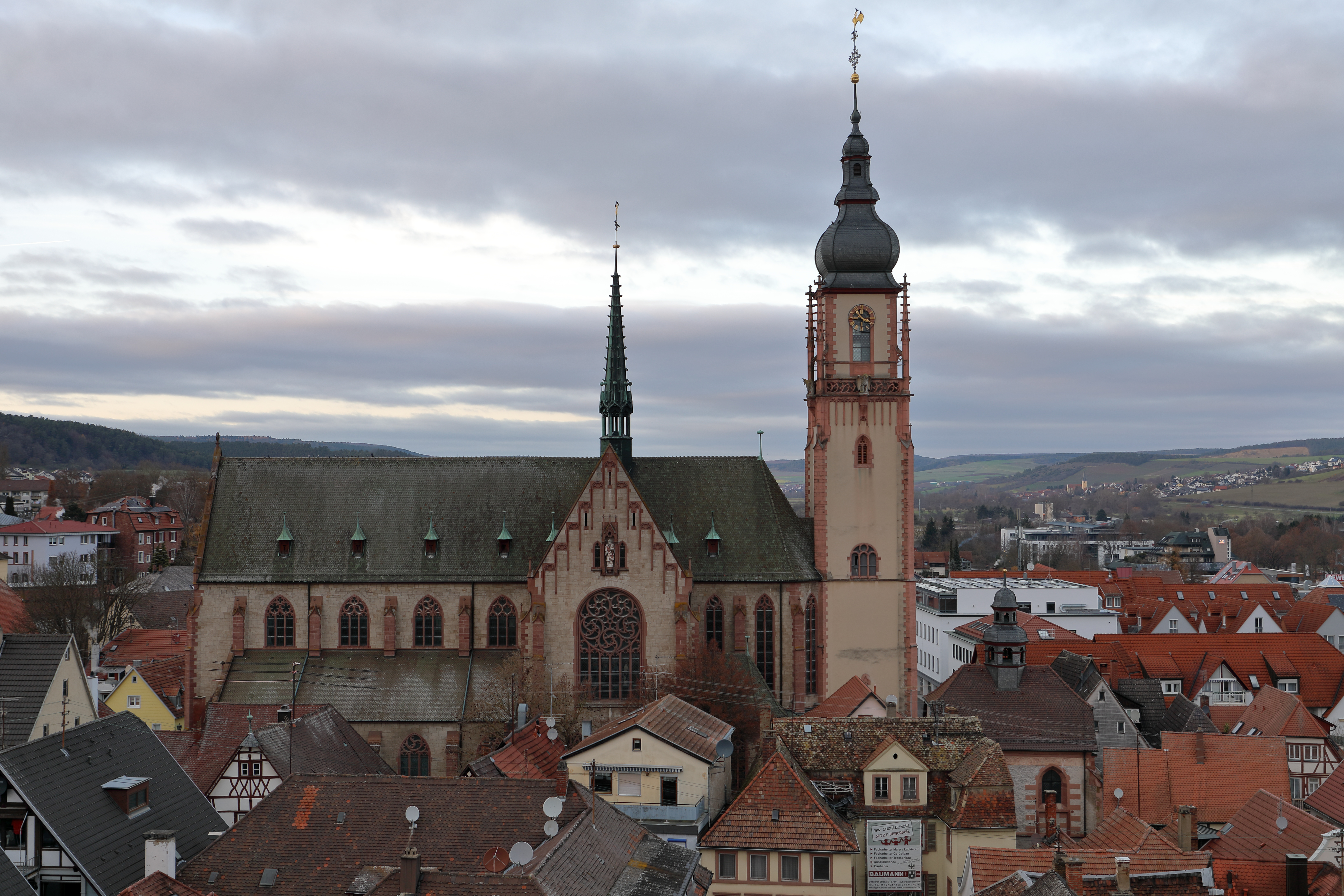
Blick auf St. Martin vom Türmersturm

Die heutige Kirche wurde in den Jahren 1910–1914 im Stil der Neugotik nach Plänen des Architekten Ludwig Maier vom Erzbischöflichen Bauamt Heidelberg errichtet. Ab März 1910 wurde zunächst die alte Stadtkirche abgebrochen. Am 16. Oktober 1910 kam es zur Grundsteinlegung für die neue Martinskirche. Das Richtfest der heutigen Kirche feierte man am 2. Januar 1912, die Benediktion (Segnung) am 15. August 1913 und am 24. Mai 1914 fand die feierliche Konsekration (Weihe) statt. Im Zuge des Neubaus wurde der romanische Turm auf nunmehr 69 m erhöht. Der Kirchenraum ist 51 m lang, 24 m breit und 17 m hoch und besteht aus Mittel- und zwei Seitenschiffen.
2014 feierte man das 100-jährige Jubiläum der neu errichteten Stadtkirche.
Die Stadtkirche St. Martin gehört zur Seelsorgeeinheit Tauberbischofsheim, die dem Dekanat Tauberbischofsheim des Erzbistums Freiburg zugeordnet ist.

## Ausstattung

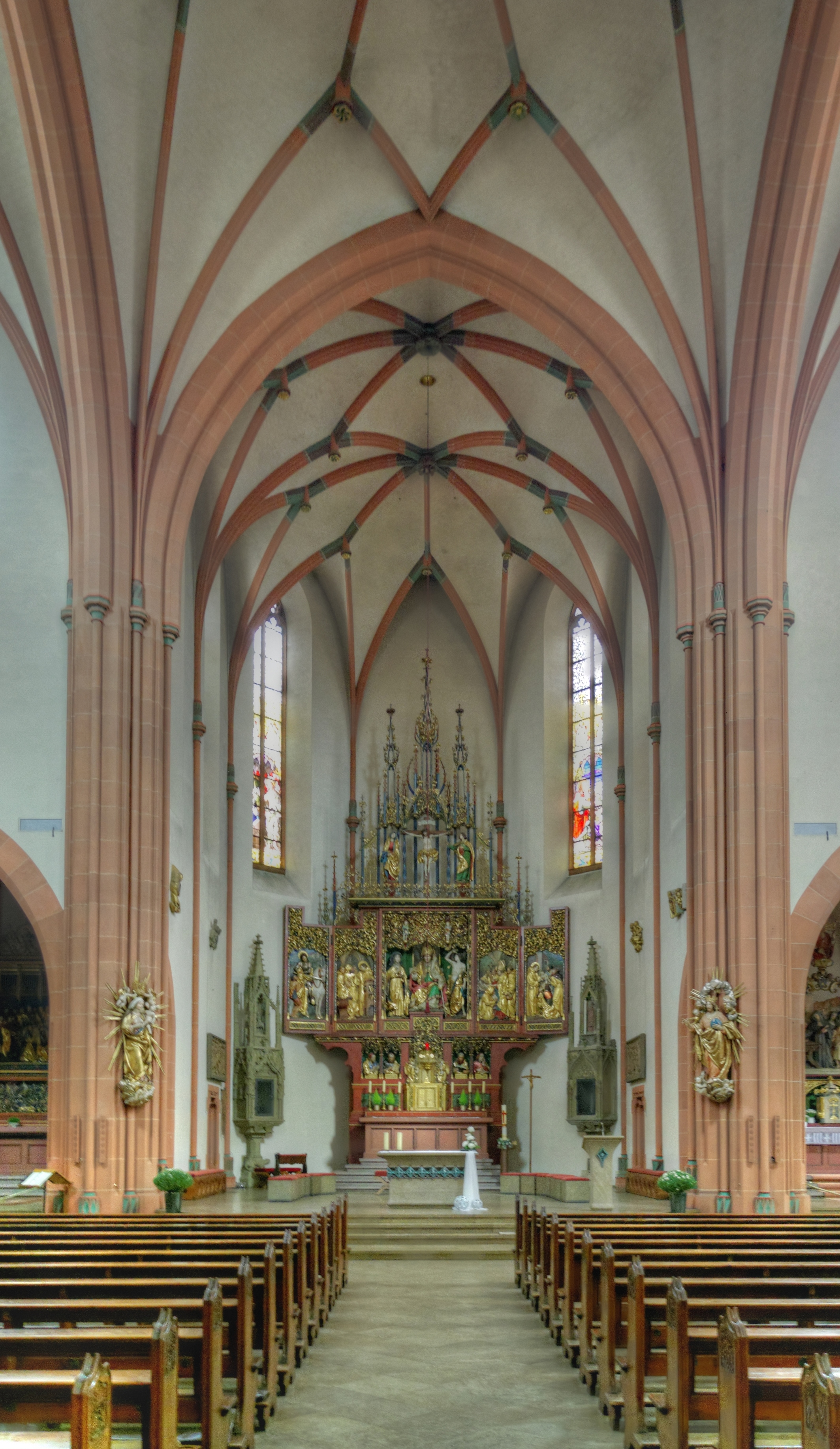
Blick auf den Altar

### Altäre
In der linken Seitenapsis befindet sich der spätmittelalterliche Marienaltar, der um das Jahr 1517 entstand, und wahrscheinlich von dem Ulmer Künstler Nikolaus Weckmann d. Ä. geschaffen wurde.
Weitere Altäre in der Martinskirche:
- Valentin-Altar, aus dem Jahr 1756;
- Anna-Altar mit Gemälde von Georg Anton Urlaub († 1759), aus dem Jahre 1757
- Heiligkreuz-Altar mit einer Kopie der Tauberbischofsheimer Kreuzigung von Matthias Grünewald (Original in der Kunsthalle Karlsruhe), geschaffen 1761

### Kanzel
In der Martinskirche befindet sich eine Kanzel mit Darstellung der Kirchenväter Ambrosius, Hieronymus, Augustinus und Gregor des Großen. Sie wurde um 1700 geschaffen.

### Orgel

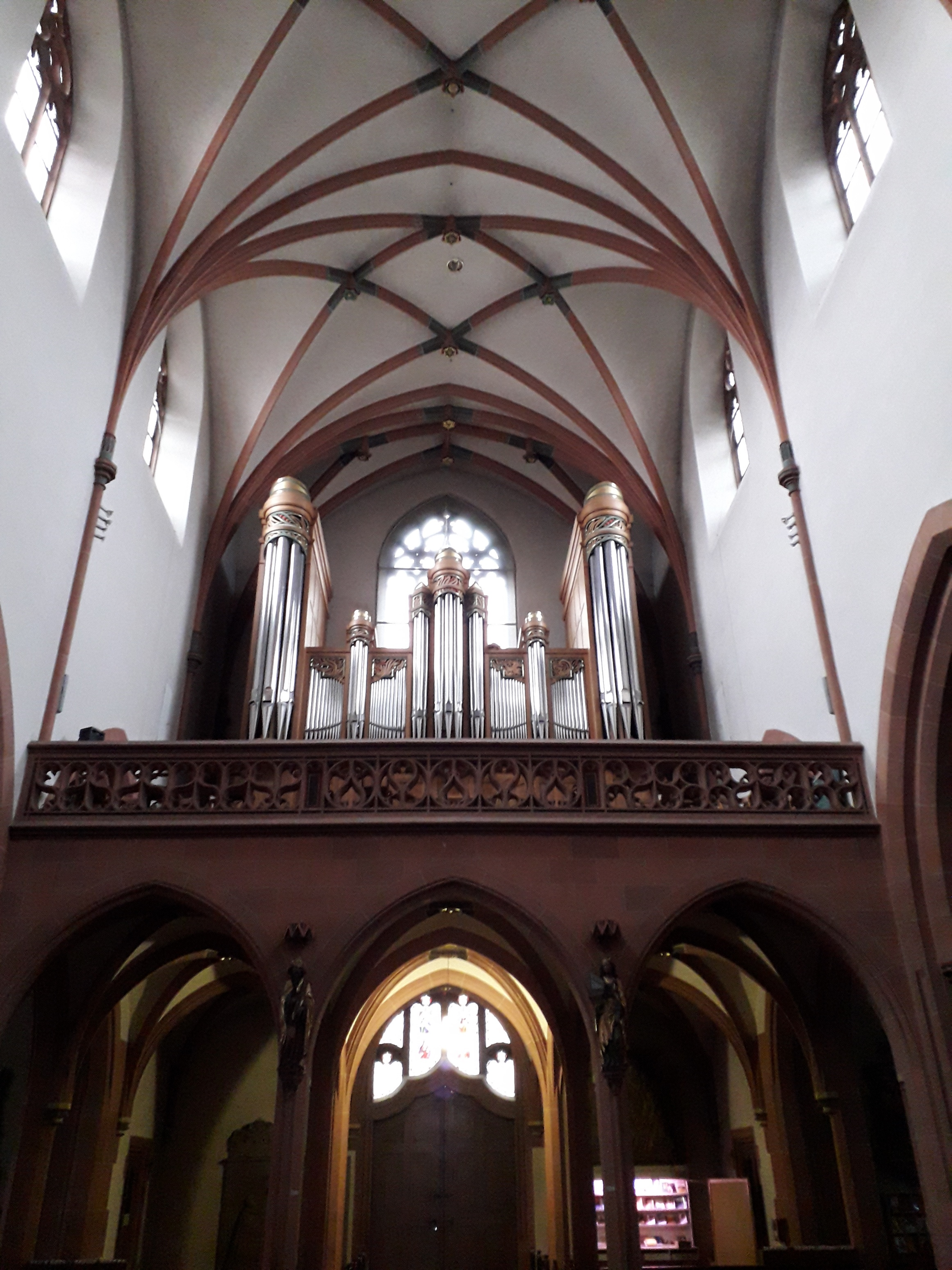
Empore mit Orgelprospekt

Die Orgel wurde 1989 von dem Orgelbauer Claudius Winterhalter erbaut. Das Schleifladen-Instrument hat 40 Register auf drei Manualwerken und Pedal.
| I Hauptwerk C–g3 |                  |        |
| 01.              | Bourdon          | 16′    |
| 02.              | Principal        | 08′    |
| 03.              | Rohrflöte        | 08′    |
| 04.              | Gambe            | 08′    |
| 05.              | Octave           | 04′    |
| 06.              | Hohlflöte        | 04′    |
| 07.              | Quinte           | 02 ⁄3′ |
| 08.              | Octave           | 02′    |
| 09.              | Cornet V (ab g0) | 08′    |
| 10.              | Mixtur IV-V      | 01 ⁄3′ |
| 11.              | Cromorne         | 08′    |

| II Positiv C–g3 |                |         |
| 12.             | Montre         | 08′     |
| 13.             | Bourdon        | 08′     |
| 14.             | Prestant       | 04′     |
| 15.             | Flûte          | 04′     |
| 16.             | Nazard         | 02 ⁄3′  |
| 17.             | Doublette      | 02′     |
| 18.             | Tierce         | 01 3⁄5′ |
| 19.             | Larigot        | 01 ⁄3′  |
| 20.             | Fourniture IV  | 01′     |
| 21.             | Cromorne       | 08′     |
|                 | Tremblant doux |         |

| III Schwellwerk C–g3 |                      |     |
| 22.                  | Quintaton            | 16′ |
| 23.                  | Diapason             | 08′ |
| 24.                  | Flûte harmonique     | 08′ |
| 25.                  | Salicional           | 08′ |
| 26.                  | Voix celeste         | 08′ |
| 27.                  | Flûte octaviante     | 04′ |
| 28.                  | Octavin              | 02′ |
| 29.                  | Plein-Jeu III-V      | 02′ |
| 30.                  | Trompette harmonique | 08′ |
| 31.                  | Hautbois             | 08′ |
| 32.                  | Clairon              | 04′ |
|                      | Tremblant            |     |

| Pedalwerk C–f1 |               |        |
| 33.            | Principalbass | 16′    |
| 34.            | Subbass       | 16′    |
| 35.            | Octavbass     | 08′    |
| 36.            | Gedecktbass   | 08′    |
| 37.            | Octavbass     | 04′    |
| 38.            | Hintersatz IV | 02 ⁄3′ |
| 39.            | Bombarde      | 16′    |
| 40.            | Trompette     | 08′    |

### Skulpturen
Zu den mittelalterlichen Kunstwerken zählt eine spätgotische Skulptur der Maria als Himmelskönigin am linken Chorpfeiler. Sie entstand um das Jahr 1450 und wird dem Künstler Hans Multscher aus Ulm zugeschrieben. Daneben weist die Martinskirche eine Christkönig-Figur und eine Jesuskind-Figur von Thomas Buscher aus dem Jahre 1932 auf.

### Weitere Ausstattungsgegenstände
In der Martinskirche befinden sich u. a. die folgenden, weiteren Ausstattungsgegenstände:
- Sakramentshäuschen mit Darstellung der Mantelteilung im Aufsatz, datiert 1448
- Ölberg an der Choraußenmauer, um 1500
- Prunkepitaph aus Alabaster, für Alexander († 1588) und Anna Maria v. Riedern († 1623)
- Fastentuch mit 16 Bildszenen zur Passion Jesu, zu Ostern und Pfingsten, aus dem 18. Jahrhundert
- Glasfenster: um 1870, reiches Bildprogramm, aus der Vorgängerkirche, 1910 neu gefasst

## Glocken
Im Turm hängt ein fünfstimmiges Geläut aus Bronze. Vier dieser Glocken sind historische Glocken: Die älteste Glocke stammt noch aus dem beginnenden 14. Jahrhundert. Die weiteren Glocken stammen aus dem 15. und 16. Jahrhundert. Eine datiert von 1448, eine andere von 1615. Glocke 2 wurde 1953 von der Karlsruher Glockengießerei hinzugegossen. Der Uhrenschlag wird von Glocken 1–4 wahrgenommen; Glocken 3 und 4 läuten die Viertelstunden, Glocken 1 und 2 läuten den wiederholenden Stundenschlag.

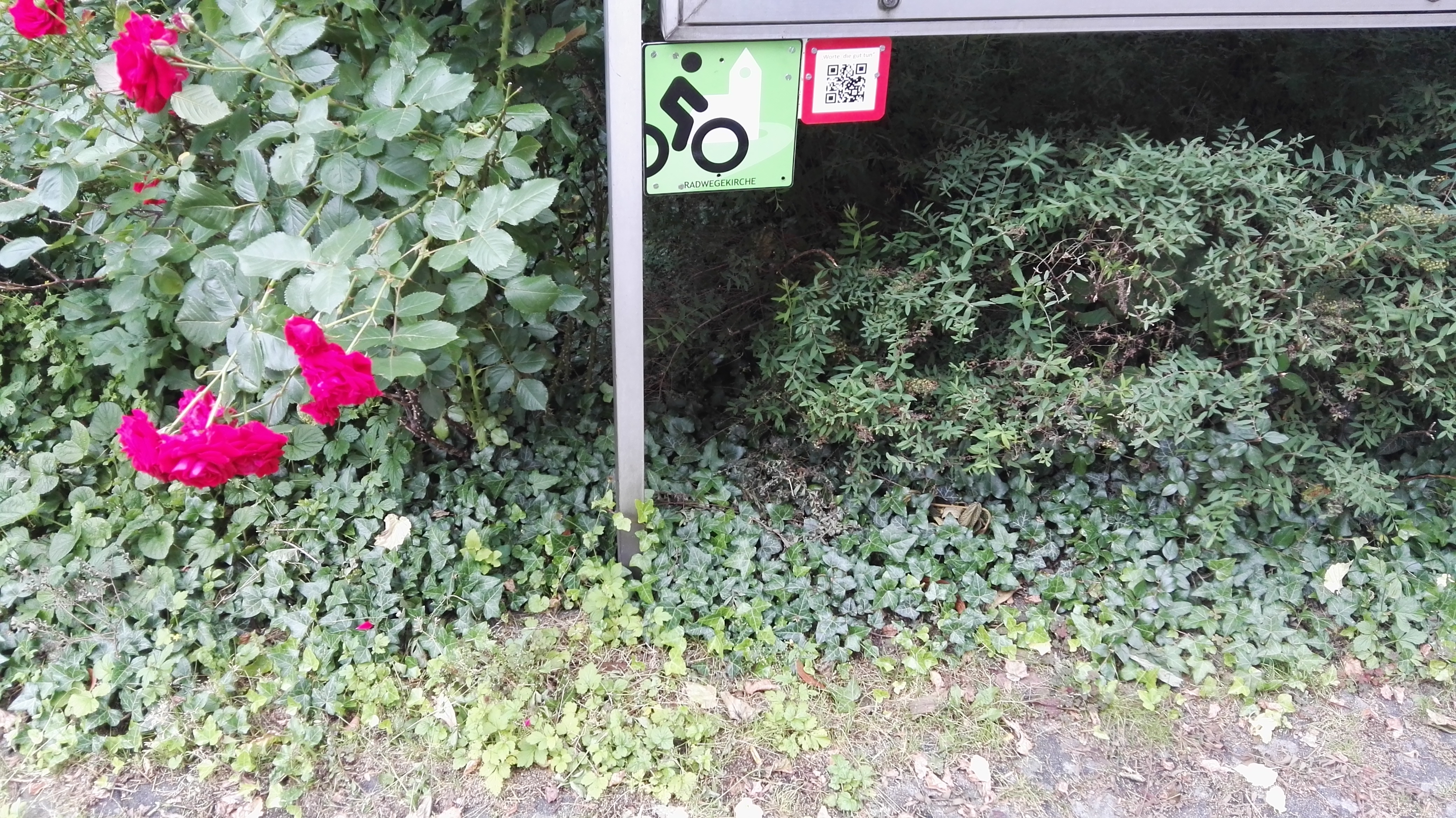
Hinweisschild für die Radwegekirche St. Martin

| Glocke | Name               | Gießer                     | Gussjahr | Durchmesser | Gewicht  | Schlagton |
| ------ | ------------------ | -------------------------- | -------- | ----------- | -------- | --------- |
| 1      | Marienglocke       | Jacob Stempfel             | 1448     | 1405 mm0    | 1593 kg0 | des1 + 8  |
| 2      | Bonifatius & Lioba | Karlsruher Glockengießerei | 1953     | 1078 mm0    | 735 kg   | f1 + 6    |
| 3      | Evangelistenglocke | H. Kessler II              | 1400     | 885 mm      | 502 kg   | b1 + 7    |
| 4      | Salveglocke        | Jacob Stempfel ?           | 1448     | 718 mm      | 209 kg   | d2 + 5    |
| 5      | Taufglocke         | Christof Glockengießer     | 1615     | 612 mm      | 157 kg   | e2 + 10   |

## Radwegekirche
Die Martinskirche ist mit ihrer Lage am Taubertalradweg als Radwegekirche ausgewiesen.